# Fritz-Winter-Gesamtschule
Die Fritz-Winter-Gesamtschule in Ahlen ist eine Gesamtschule mit etwa 1500 Schülern und 150 Lehrern. Sie wurde 1988 gegründet und ist seit dem Jahr 2002 nach dem Maler Fritz Winter benannt.

## Allgemeines
Die Schule bietet sämtliche Abschlüsse, die es in Deutschland am Ende der Klasse 10 gibt. Die gymnasiale Oberstufe schließt mit dem Abitur, der allgemeinen Hochschulreife, ab. Am Ende der Jahrgangsstufe 12 kann auch der schulische Teil der Fachhochschulreife erworben werden. Die Jahrgänge sind sechszügig. Jede der Klassen 5–10 wird von zwei Klassenlehrern begleitet.

## Besonderheiten

### Fremdsprachenangebot
Die Fritz-Winter-Gesamtschule hat ein breit angelegtes Fremdsprachenangebot:
1. Englisch wird von Klasse 5 bis zum Abitur angeboten, in der gymnasialen Oberstufe mit Leistungskurs und Grundkursen.
2. Englisch-bilingual können die Schüler ab Klasse 5 (bis Klasse 10) als Zusatzkurs wählen, in der gymnasialen Oberstufe in Form von Projektkursen.
3. Wirtschaftsenglisch wird ab Jahrgangsstufe 8 von der „English Academy Lippstadt“ in den Räumen der Fritz-Winter-Gesamtschule angeboten.
4. Ehrenschüler Ismail Cekic ist 2012 aufgrund besonderer Leistungen zum Ehrenschüler ernannt worden. Besonders war sein Engagement für Flüchtlinge. Durch Ismail Cekic bekommen Flüchtlinge auch Deutsch Unterricht.
5. Latein wird ab Jahrgangsstufe 6 (bis in die gymnasiale Oberstufe) angeboten und nochmals ab Jahrgangsstufe 11. Das Latinum kann erworben werden.
6. Französisch wird ab Jahrgangsstufe 6 und ab Jahrgangsstufe 8 angeboten und kann in der gymnasiale Oberstufe fortgesetzt werden.
7. Spanisch wird ab Jahrgangsstufe 8 (bis in die gymnasiale Oberstufe) angeboten und nochmals in Jahrgangsstufe 11 zum Neueinstieg.
8. Türkisch wird für Muttersprachler ab Jahrgangsstufe 6 angeboten.
9. Russisch wird bei Bedarf als Arbeitsgemeinschaft angeboten.r

### Gymnasiale Oberstufe
Die Fritz-Winter Gesamtschule hat eine gymnasiale Oberstufe, von der 11. bis zur 13. Klasse. In jeder Jahrgangsstufe sind zwischen 105 und 125 Jugendliche, so dass es ein breites Angebot an Grund- und Leistungskursen gibt. Die meisten Schüler wechseln von der jeweiligen Schulform mit FORQ in die eigene gymnasiale Oberstufe. Es bewerben sich aber auch jedes Jahr Schüler von Real- und Hauptschulen sowie des Gymnasiums, die über einen FORQ-Abschluss vorweisen können. Da in den vergangenen Jahren die Anmeldungen die maximal verfügbaren 125 Plätze überstiegen, wurde ein leistungsorientiertes Auswahlverfahren für die von außerhalb angemeldeten Jugendlichen durchgeführt.
Zahlreiche Schüler gehen inzwischen in der Jahrgangsstufe 11 für ein halbes oder ganzes Jahr ins Ausland. Die Gesamtschulen in NRW bieten das Abitur nach 13 Schuljahren an.

### Sport- und Kunstklasse
Seit 2005 gibt es in der Fritz-Winter-Gesamtschule eine Sportklasse. Diese hat wöchentlich bis zu fünf Stunden Sport.
Die Kunstklasse, in welcher wöchentlich vier Stunden Kunst belegt werden müssen, besteht seit 2006. Beide Profile sind eigene Klassen mit 30 Schülern von Klasse 5 bis Klasse 10. In der gymnasialen Oberstufe werden Sport und Kunst als Leistungskurs angeboten. In allen Jahrgangsstufen wird eng mit Kooperationspartnern aus Ahlen und Umgebung gearbeitet. Dazu zählen einerseits die Sportvereine und andererseits das Kunstmuseum, das Fritz-Winter-Haus und der Kunstverein in Ahlen sowie zahlreiche Künstler aus der Region.

### Sanitätsdienst
Der Schulsanitätsdienst besteht aus etwa 10–15 Schülern. Alle Schüler, die im Schulsanitätsdienst sind, haben an einer Ausbildung zur Ersten Hilfe teilgenommen und besitzen den Ersthelferschein. Dafür wird der schuleigene Sanitätsraum genutzt. Außerdem erhalten sie für den Bereitschaftsdienst ein Mobiltelefon, so dass sie erreicht werden können. Jeder Sanitäter hat 2–3 Diensttage pro Monat.

### Gartenbau
Als zweites Wahlfach kann ab Klasse 9 unter anderem die Gartenbau-AG gewählt werden, in welcher man bei der Pflege des Schulgartens mitwirkt.

### Dance Company
In der Schule wird Tanzsport in der Formation „Dance Company“ betrieben.

### Mensaessen
Das Mensaessen besteht komplett aus Bio-Produkten und wird in der großen Pause zwischen 12:20 Uhr und 13:25 Uhr angeboten. An verschiedenen Stationen können das Hauptgericht, Pizza, Nudeln, Wok, Suppe, Salat und Nachtisch gewählt werden. Dort werden die Schüler vom Mensa-Team betreut, welches aus Schülern der zum Mensadienst eingeteilten Klasse besteht. Die Schüler essen in zwei Schichten: In der ersten Schicht essen die Klassen 5 und 6 sowie die Oberstufenschüler und in der zweiten Schicht essen die Klassen 7–10.

## Auszeichnungen
- 2007: „Gütesiegel Individuelle Förderung“
- 2007: „IT-Sicherheitspreis NRW 2007“
- 2009: „Schulentwicklungspreis 2009 – gesunde Schule“
- 2010: „Deutscher Präventionspreis“
- 2010: „Schulentwicklungspreis 2010 – gesunde Schule“
- 2011: „Schulentwicklungspreis 2011 – gesunde Schule“
- 2012: „Goldener Teller“ für die beste Schulmensa in Deutschland[2]
- 2014: „Zukunftsschulen NRW – Netzwerk Lernkultur Individuelle Förderung“
- 2015: „Zukunftsschulen NRW – Bildung für Nachhaltigkeit“